# 后弯鸟属
后弯鸟属（学名：Palintropus）是种生存于晚白垩世的史前鸟类。只有一个种被命名，即钝后弯鸟（Palintropus retusus），化石为美国怀俄明州兰斯组发现的一块喙骨近端，时间为距今6600万年的马斯特里赫特期末期。加拿大阿尔伯塔省晚坎帕期的恐龙公园组还有两个未命名种，分别发现了喙骨及肩胛骨近端，化石时期落在距今7650至7500万年之间。

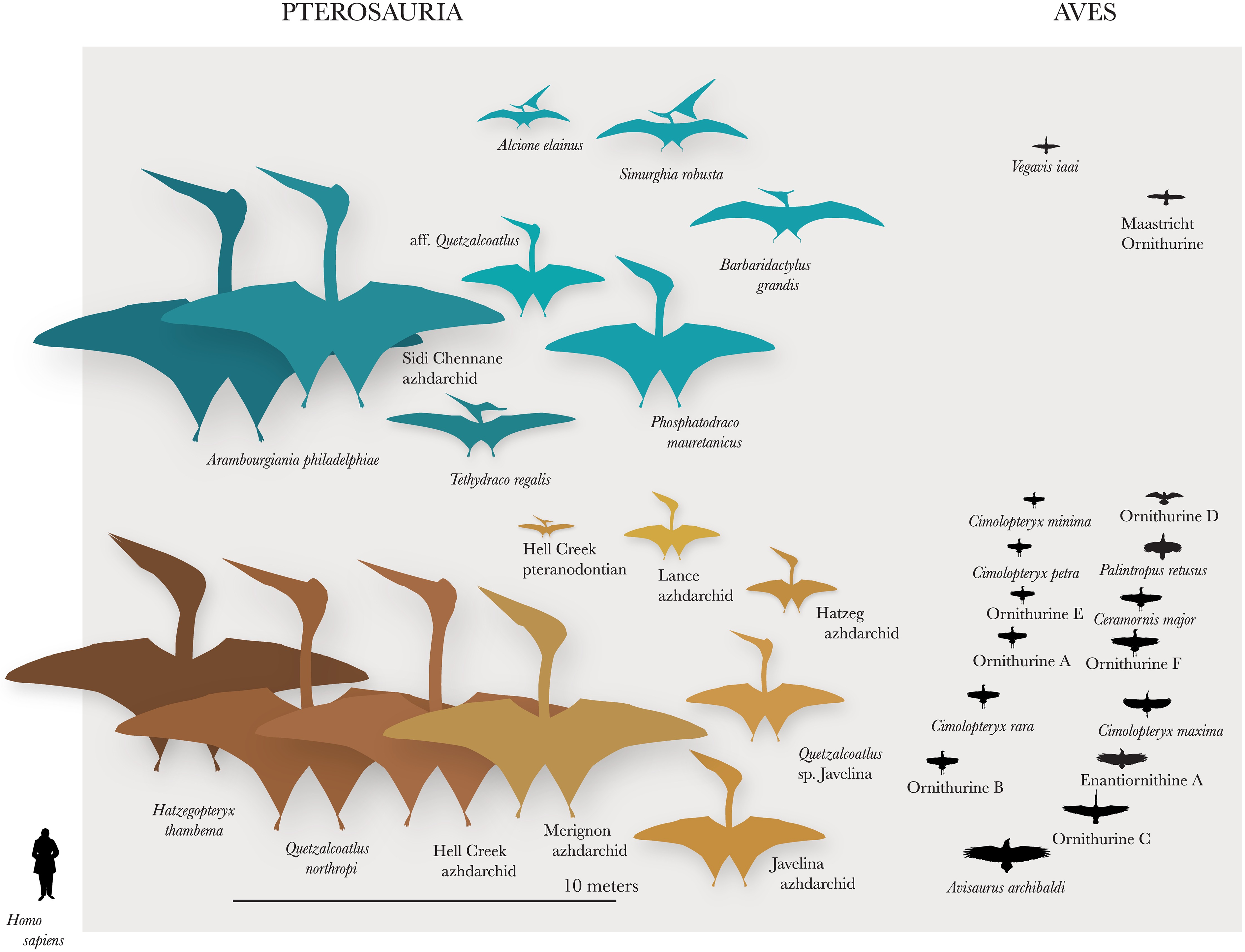
后弯鸟（右下中间）与同时期鸟类和翼龙及人类的体型比较

后弯鸟最初被归入垃圾箱类群“白垩翼鸟”。皮尔斯·布罗德科伯于1963年将其归入虚椎鸟，后于1970年将其独立建属。
因化石稀缺，其谱系关系尚不确定。像西部内陆海道亚热带海岸（可能类似今澳洲东部）的许多鸟类一样，后弯鸟有时被看作鹱形目的早期成员。另一种理论则认为后弯鸟是鸡形目成员，可能属于凯尔西塚雉科。
2009年，朗里奇等人提出后弯鸟是种与神翼鸟近缘的原始鸟类。他们对遗骸进行了首次系统发育分析，发现这是最有可能的假设，表明本属应归入新建立的“后弯鸟目”。